# Al-Hujraat
Al-Hujraat (arabe : سُورَةُ ٱلْحُجُرَاتِ, français : Les Appartements) est le nom traditionnellement donné à la 49e sourate du Coran, le livre sacré de l'islam. Elle comporte 18 versets. Rédigée en arabe comme l'ensemble de l'œuvre religieuse, elle fut proclamée, selon la tradition musulmane, durant la période médinoise.

## Origine du nom
Bien que le titre ne fasse pas directement partie du texte coranique, la tradition musulmane a donné comme nom à cette sourate Les Appartements, en référence au contenu du quatrième verset : « 4. Ceux qui t’appellent à haute voix de derrière les appartements, la plupart d’entre eux ne raisonnent pas. »

## Historique
Il n'existe à ce jour pas de sources ou documents historiques permettant de s'assurer de l'ordre chronologique des sourates du Coran. Néanmoins selon une chronologie musulmane attribuée à Ǧaʿfar al-Ṣādiq (VIIIe siècle) et largement diffusée en 1924 sous l’autorité d’al-Azhar,, cette sourate occupe la 106e place. Elle aurait été proclamée pendant la période médinoise, c'est-à-dire schématiquement durant la seconde partie de la vie de Mahomet, après avoir quitté La Mecque. Contestée dès le XIXe par des recherches universitaires, cette chronologie a été revue par Nöldeke,, pour qui cette sourate est la 112e.
Cette sourate a été peu étudiée. Les auteurs suivant les récits traditionnels, comme Nöldeke, y ont vu un texte composite possédant des strates en lien avec des événements historiques de la vie de Mahomet. À l’inverse, Blachère considère « qu’il n’y a pas lieu de retenir la donnée traditionnelle qui met la révélation [du second verset] en liaison avec l’attitude arrogante de la délégation des bédouins Tamim ». Nöldeke lui-même reconnait que certains éléments traditionnels sont probablement basés sur des conjectures. Neuenkirchen n’exclue pas l’existence d’ajouts postérieurs.

## Interprétations

### Versets 14-18: la foi des bédouins
Un des intérêts de ce passage est qu'il fait une distinction, chez les Bédouins entre deux états : celui de croyants (mu’min) et celui de soumis (muslim). Dans ce contexte, le muslim est quelqu’un qui s’est converti superficiellement, sans avoir la foi.
Cela est historiquement intéressant puisque les premiers membres de la communauté de Mahomet portaient le nom de mu’minun et non muslimum. Ce n’est que plus tardivement que cette religion prendra le nom d’islam. La fin du verset 14 que l’obéissance à Dieu et à son messager forment la première étape d’un cheminement vers la foi. 
Le verset 15 semble une interpolation tardive qui permet d’opposer la soumission des Bédouins à la foi des croyants qu’il définit par une « formule de type credo ». Le verset 17 voit un changement de personne grammaticale, passant du « vous » au « tu », anonyme mais identifié à Mahomet par la tradition. Au verset 17, l’islam est encore considéré comme inférieure à l’état de foi, al-imane.

Texte de la sourate (Coran datant de 1874)
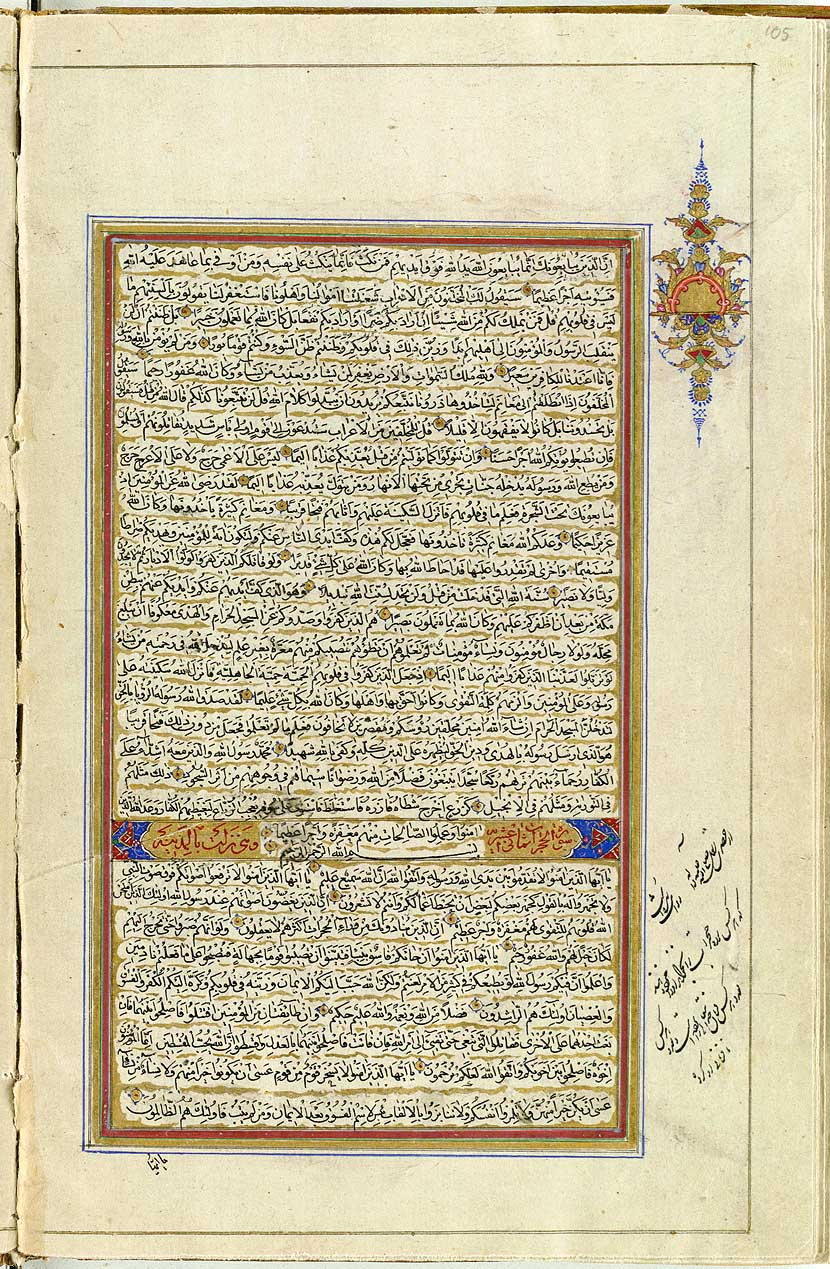
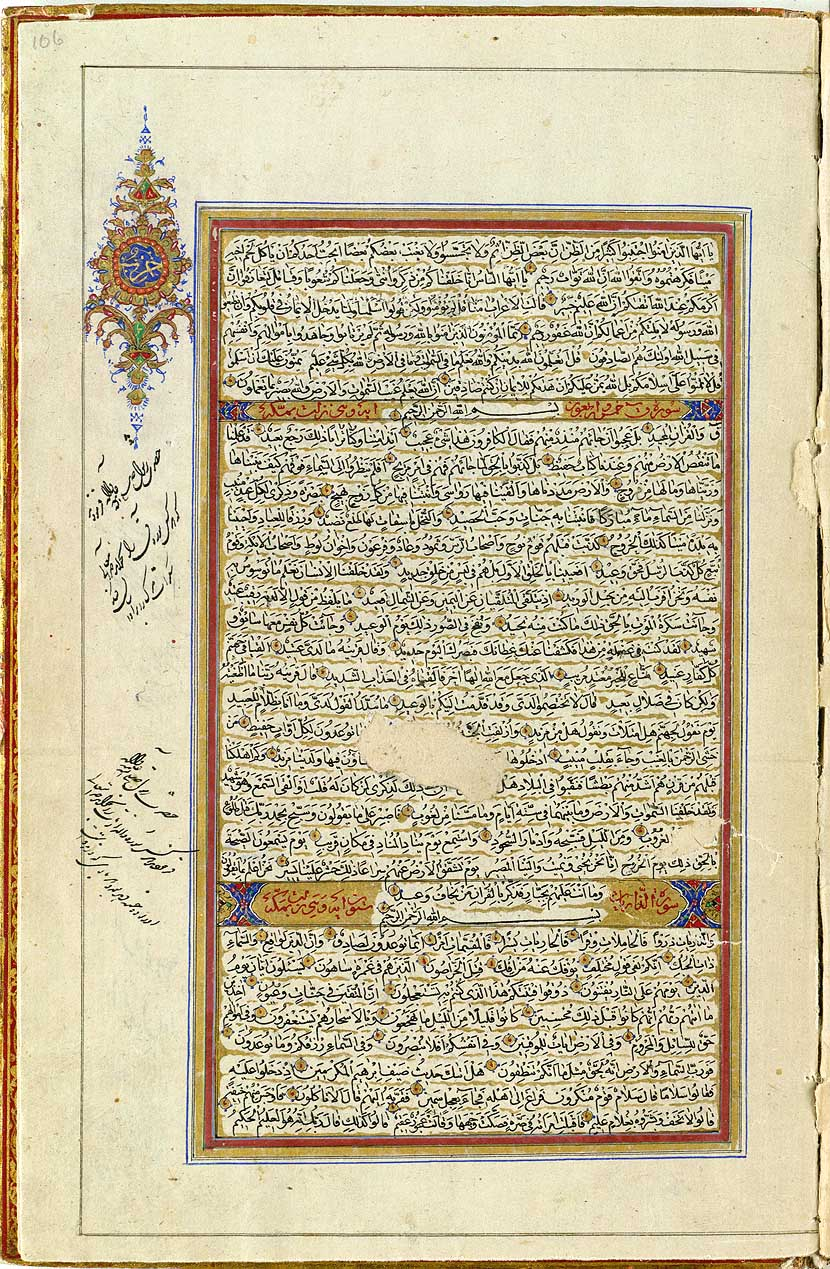